# Fortunato Torrisi
Fortunato Torrisi (Melito di Porto Salvo, 23 ottobre 1955) è un allenatore di calcio ed ex calciatore italiano, di ruolo centrocampista.

## Carriera

### Giocatore
Cresciuto nel Siracusa, dove diventò titolare al suo secondo anno, passò nella stagione 1975-1976 al Como con cui esordì in Serie A il 16 novembre 1975 nella vittoria casalinga contro l'Inter per 3-0; con i lariani, in quel campionato, disputò cinque gare nella massima divisione. Ritornò al Siracusa per la stagione successiva, giocandovi titolare e quindi fu ceduto al Chieti. Nella stagione 1978-1979 passò alla Pistoiese, allora militante in Serie B.
Da giocatore, segnò il gol vittoria per il Torino, nel rocambolesco derby della Mole del 27 marzo 1983, che vide i granata segnare 3 gol nell'arco di quattro minuti ribaltando così il doppio svantaggio.
Gli ultimi campionati di un certo livello Torrisi li vive con la maglia della Lazio, con la quale gioca dal 1984 al 1986.

### Allenatore
È stato osservatore della Juventus. Inizia come allenatore nelle giovanili della Lazio, ricoprendo anche il ruolo di osservatore, per poi passare a quelle della Lodigiani. Il suo ultimo incarico è alla Civita Castellana, squadra di Serie D, rassegnando però le dimissioni nel 2010. Nel 2017 è direttore tecnico dell'Orange futbolclub, nel 2020 allena gli allievi del Circolo Canottieri Roma. dal 2024 al Portonaccio

## Palmarès

### Giocatore

#### Competizioni nazionali
- Torneo di Capodanno: 1

Ascoli: 1981

#### Competizioni internazionali
- The Red Leaf Cup: 1

Ascoli: 1979

### Allenatore
- Eccellenza: 1

Gaeta: 2007-2008 (girone B)